# Berbeck
Berbeck ist eine Ortschaft in Hückeswagen im Oberbergischen Kreis im Regierungsbezirk Köln in Nordrhein-Westfalen (Deutschland).

## Lage und Verkehrsanbindung
Berbeck liegt im südlichen Hückeswagen an der Grenze zu Wipperfürth. Nachbarorte sind Posthäuschen, Kobeshofen, Westenbrücke, Mühlenberg und Wipperfürth-Jostberg.
Der Ort ist über eine Zufahrtsstraße erreichbar, die bei Mühlenberg von der Bundesstraße 237 (B237) abzweigt.

## Geschichte
1481 wurde der Ort das erste Mal in der "Spendenliste für den Marienaltar der Hückeswagener Kirche" urkundlich erwähnt.
Die Schreibweise der Erstnennung war Berbeck.